# Yxlan

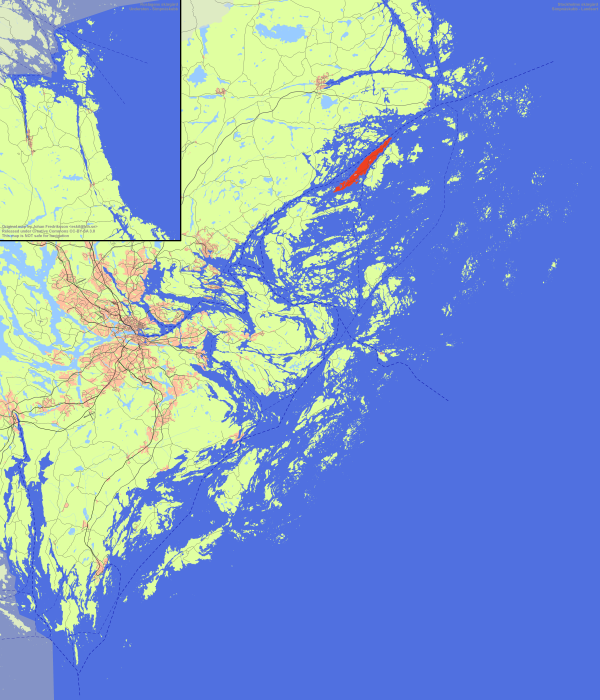
Yxlans läge i Stockholms skärgård.

Yxlan är en ö i Stockholms skärgård, som ligger mellan Furusund och Blidö i Blidö socken i Norrtälje kommun, Stockholms län. 

## Historia
Yxlan omnämns i Kung Valdemars segelled som Øslæ. På den tiden bestod Yxlan av flera öar och namnet refererar antagligen bara till den del där byn Yxlö fortfarande ligger. Den första befolkningen omnämns redan på 1100-1200 talet. I Vagnsunda fanns en barnkoloni, Rosliden, och i Yxlö-Ed en koloni för pojkar. År 1954 fick ön färjeförbindelse mot Furusund i väster respektive Blidö i öster.

## Natur och bebyggelse
Yxlan är en mestadels skogbeklädd, långsmal ö. Yxlan är cirka 15 kilometer lång och en dryg kilometer bred. På norra delen av ön, nära Köpmanholm, ligger en skola, lanthandel med grill, badplats vid Österviken. Ön har flera byar. Väster om Yxlan ligger den hårt trafikerade Furusundsleden och öster om ön sträcker sig Blidösund med Blidöleden.

## Bilder

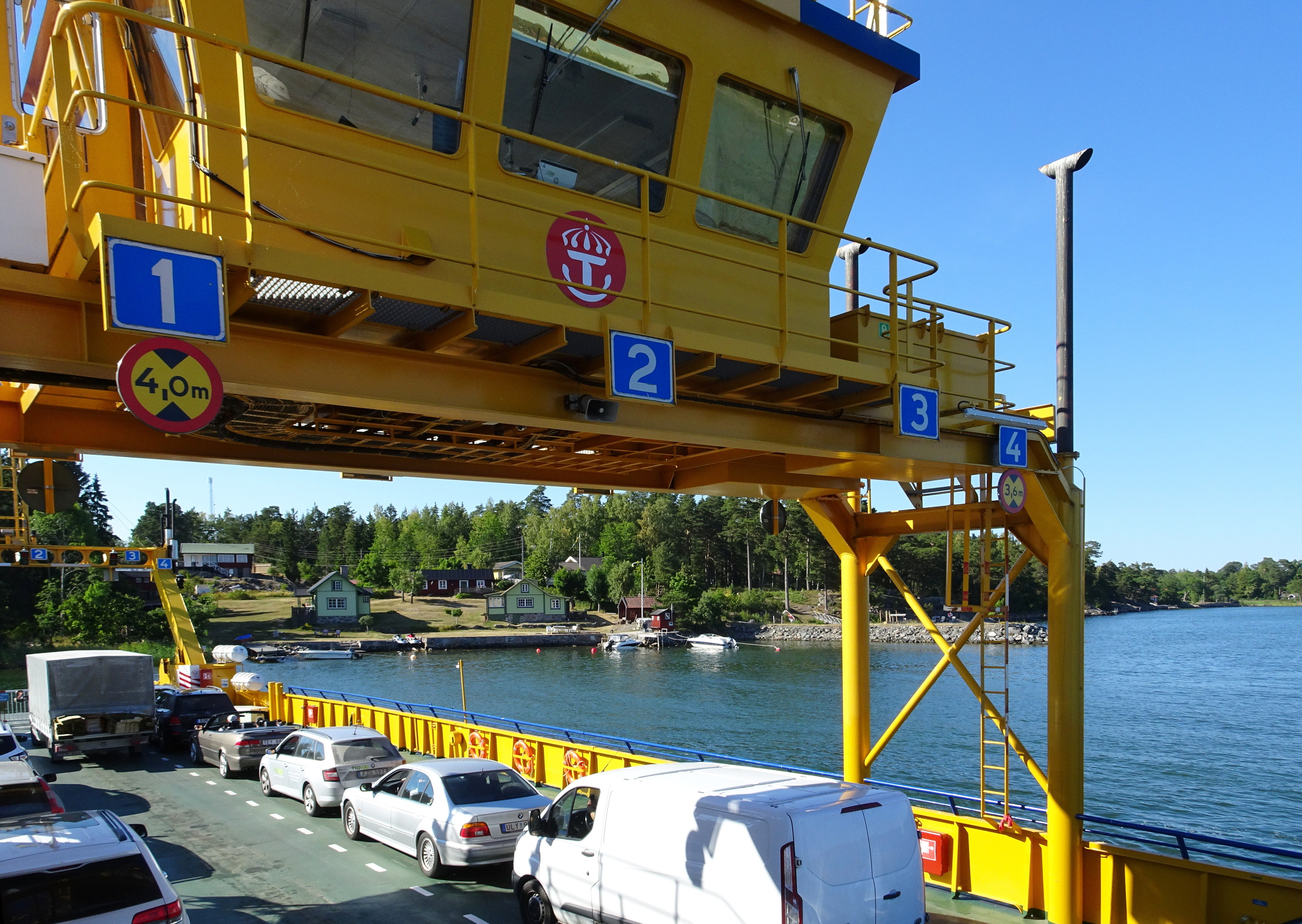
Bilfärjan M/S Aurora går mot Yxlan på Blidösund
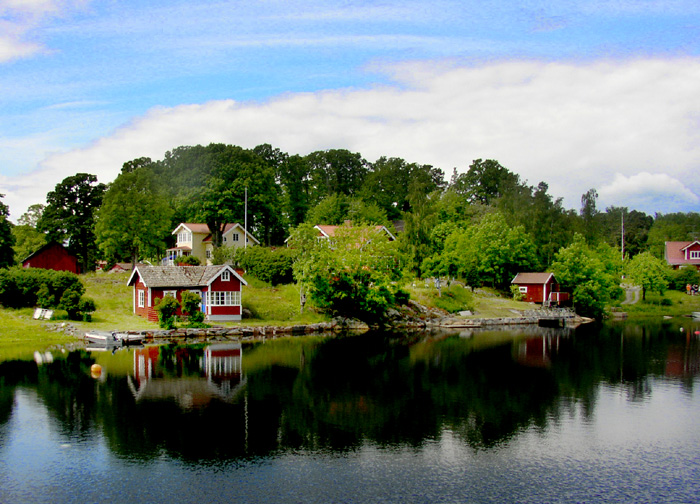
Vagnsunda och Östervike
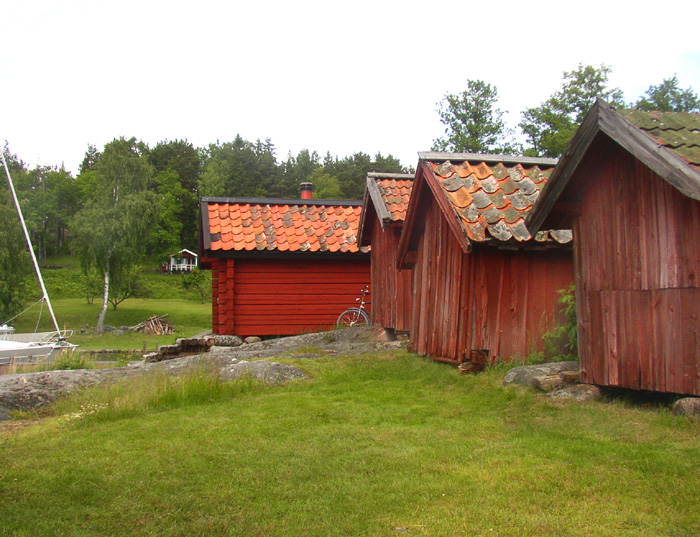
Sjöbodar på Yxlan
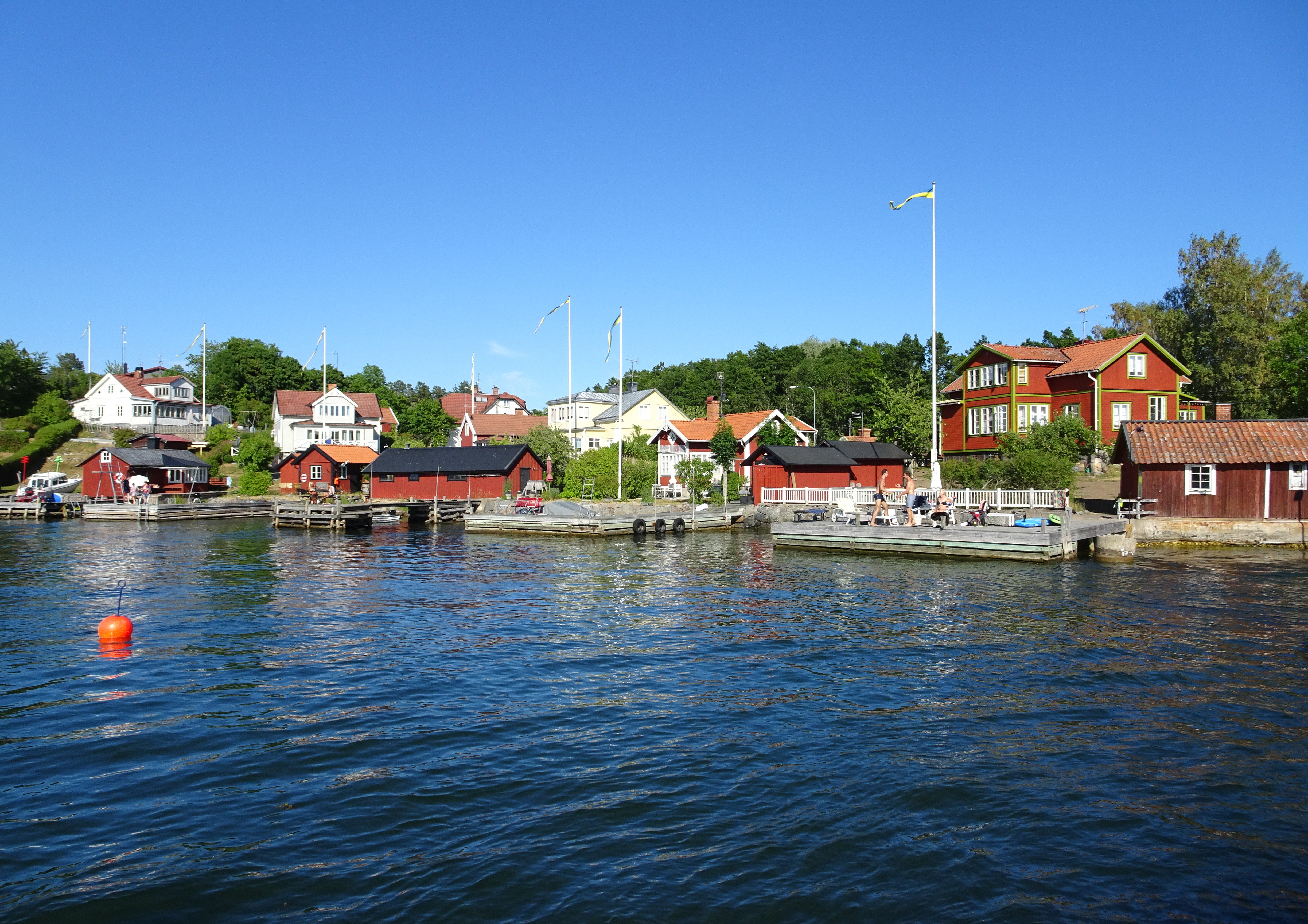
Köpmanholm
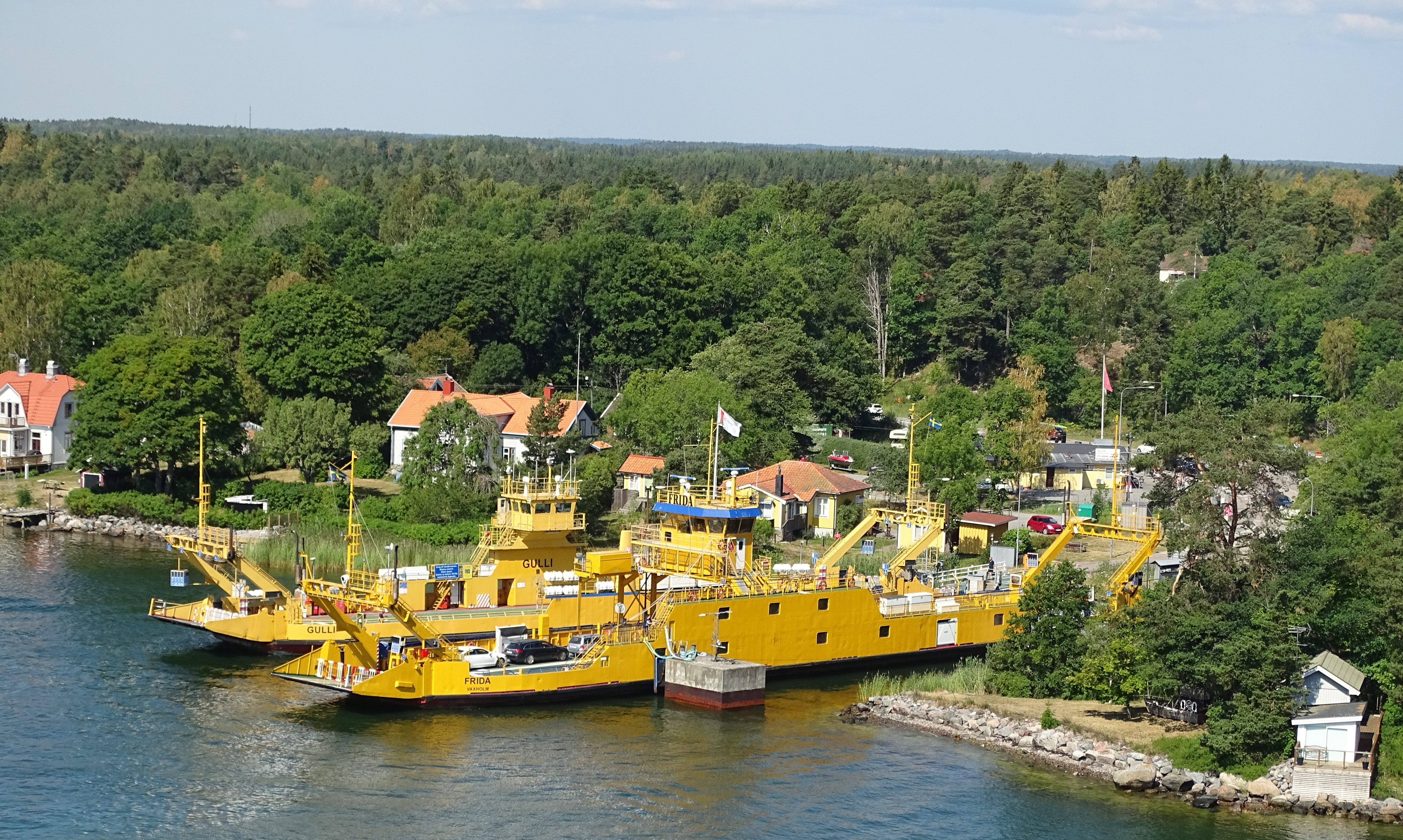
Yxlan-Furusund färja

## Orter på Yxlan

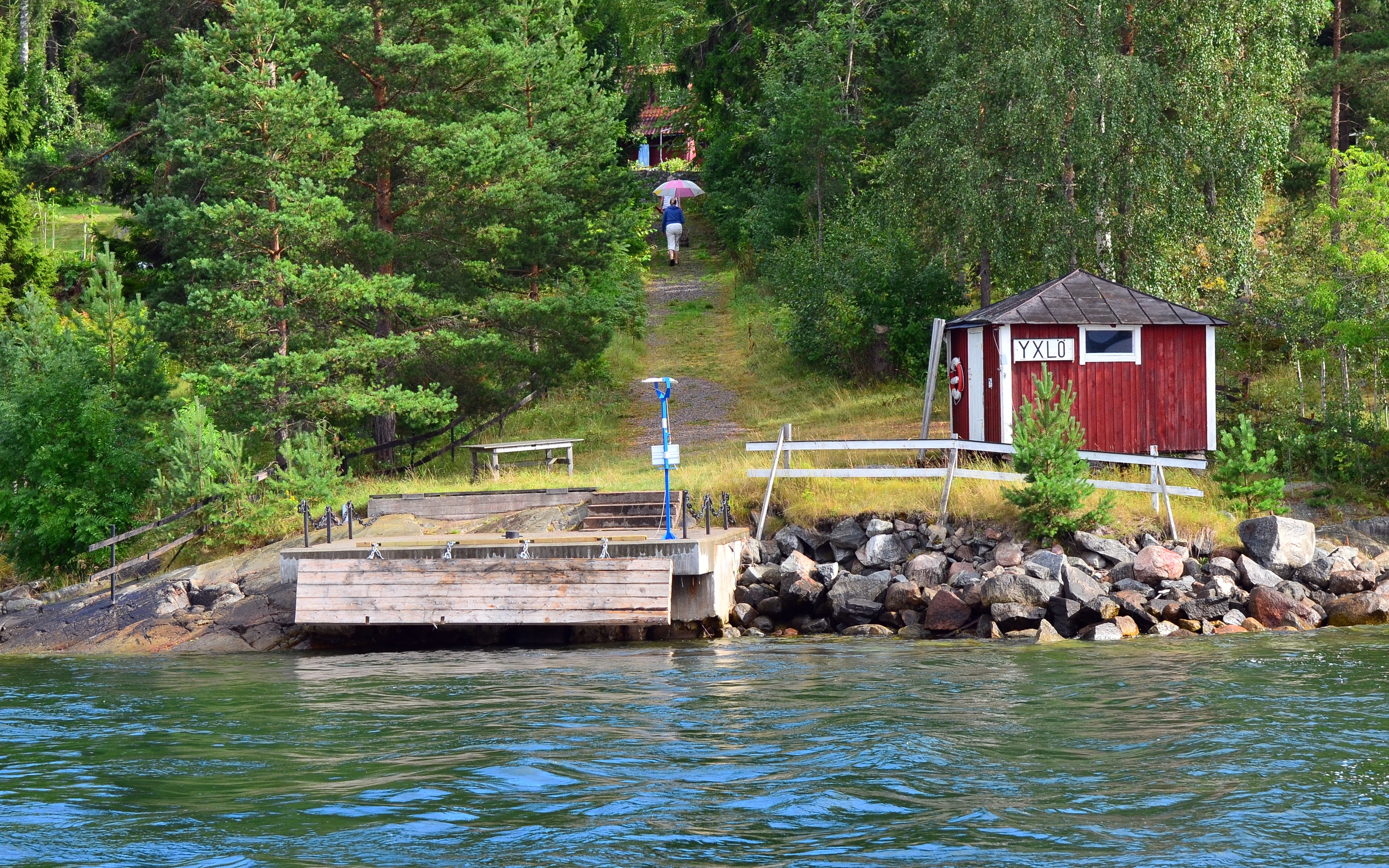
Yxlö brygga.

- Alsvik
- Yxlö
- Vagnsunda
- Köpmanholm
- Kolsvik
- Hamnviken